# 惠特克羅夫特 (肯塔基州)
惠特克羅夫特（英語：Wheatcroft）是一個位於美國肯塔基州韋伯斯特縣的城市。

## 地方資料
根據2020年美國人口普查的數據，惠特克羅夫特的面積為0.64平方千米，當中陸地面積為0.64平方千米，而水域面積為0.00平方千米。當地共有人口1574人，而人口密度為每平方千米2,459.38人。